# Кокс, Каролина
Каролина (Кэролайн) Энн Кокс, баронесса Кокс Куинсберийская (англ. Caroline Ann Cox, Baroness Cox of Queensbury; в девичестве Каролина Энн МакНил Лав, 6 июля 1937 года) — член и бывшая вице-спикер британской Палаты лордов, социолог и известный правозащитник.
Баронесса Кокс является членом и руководителем ряда правозащитных организаций, в том числе — членом консультативных Советов Фонда Андрея Сахарова и MigrationWatch, почетным вице-председателем Международной исламско-христианской организации по примирению и перестройке.

## Биография
Баронесса Кокс Квинсберийская (Baroness Cox of Queensbury) — дочь хирурга из Хартфорда. С 1958 г. работала медсестрой в Лондонской больнице. В 1967 г. Кокс окончила Университет Лондона, получив диплом с отличием по специальности социолога, позже она получила также степень специалиста по экономике.
С 1974 г. Кокс заведовала кафедрой социологии Политехнического института Северного Лондона, преподавала и занимала высокие должности в ряде учебных заведений Лондона. Автор ряда книг по социологии и политическим исследованиям.
Кокс член палаты лордов с 1982 года, вице-спикер Палаты лордов Парламента Объединённого Королевства Великобритании и Северной Ирландии с 1986 года, председатель Армяно-британской парламентской группы с 1992 года. Имеет социалистические и христианские взгляды.
Баронесса Кокс также внесла свой вклад в защиту армянского населения Карабаха, сделав более чем 60 гуманитарных поездок с целью обеспечения жителей необходимыми медикаментами. Награждена медалью Мхитара Гоша Республики Армения «за выдающуюся государственную и общественно-политическую деятельность, а также за значительные заслуги в областях дипломатии, юриспруденции и политики» (2006) г. Конгрессмен Френк Паллоне назвал её «подлинным армянским националистом, готовым отдать жизнь за Армению и Карабах». Томас де Ваал, описывая участие Каролины Кокс в армяно-азербайджанском конфликте, назвал её «страстной сторонницей карабахских армян». За посещение Нагорного Карабаха без согласования с Азербайджаном (с получением азербайджанской визы) Кокс включена Министерством иностранных дел Азербайджанской Республики в список персон нон грата за нарушение «Закона о государственной границе» Азербайджанской Республики, считавшим, до деоккупации в 2020 году, контролируемые НКР территории «оккупированными территориями Азербайджана».

## Награды
- Кавалер ордена Заслуг перед Республикой Польша.
- Орден Почёта (16 сентября 2009 года, Армения) — за значительный личный вклад в укрепление и развитие армяно-британских дружественных связей, а также за многолетнюю неустанную и самоотверженную гуманитарную деятельность[9].
- Медаль Мхитара Гоша (Армения).
- Медаль «Благодарность»[арм.] (Нагорно-Карабахская Республика).